# Augustus Osborne Lamplough

Augustus Osborne Lamplough est un représentant de la peinture orientaliste britannique, né en 1877 à Manchester et décédé en 1930 à Bromborough. C'est un peintre et surtout un aquarelliste. Il est également dessinateur et illustrateur. Il est connu pour ses scènes et paysages en Afrique du Nord.

## Biographie
Lamplough étudie à la School of Art de Chester avant d’être professeur à la School of Art de Leeds en 1898 et 1899. Il voyage notamment en Afrique du Nord : l'Algérie, le Maroc et l’Égypte sont les pays privilégiés pour ses scènes. La tendance orientaliste de sa peinture se manifeste dès 1905. Lamplough a exposé largement ses œuvres, à Londres et au Royaume-Uni, mais également aux États-Unis, notamment dans les villes de New-York, Philadelphie et Buffalo. 
Ses premières œuvres sont des scènes d'intérieures mais aussi des scènes vénitiennes. Une fois sa tendance orientaliste affirmé, il use des tons ocre, beige et chamois. 
« Lamplough, lui, utilisait une technique de l'aquarelle très esthétisante ; il peignait comme si tout était vu dans l'heure suivant le coucher du soleil. »

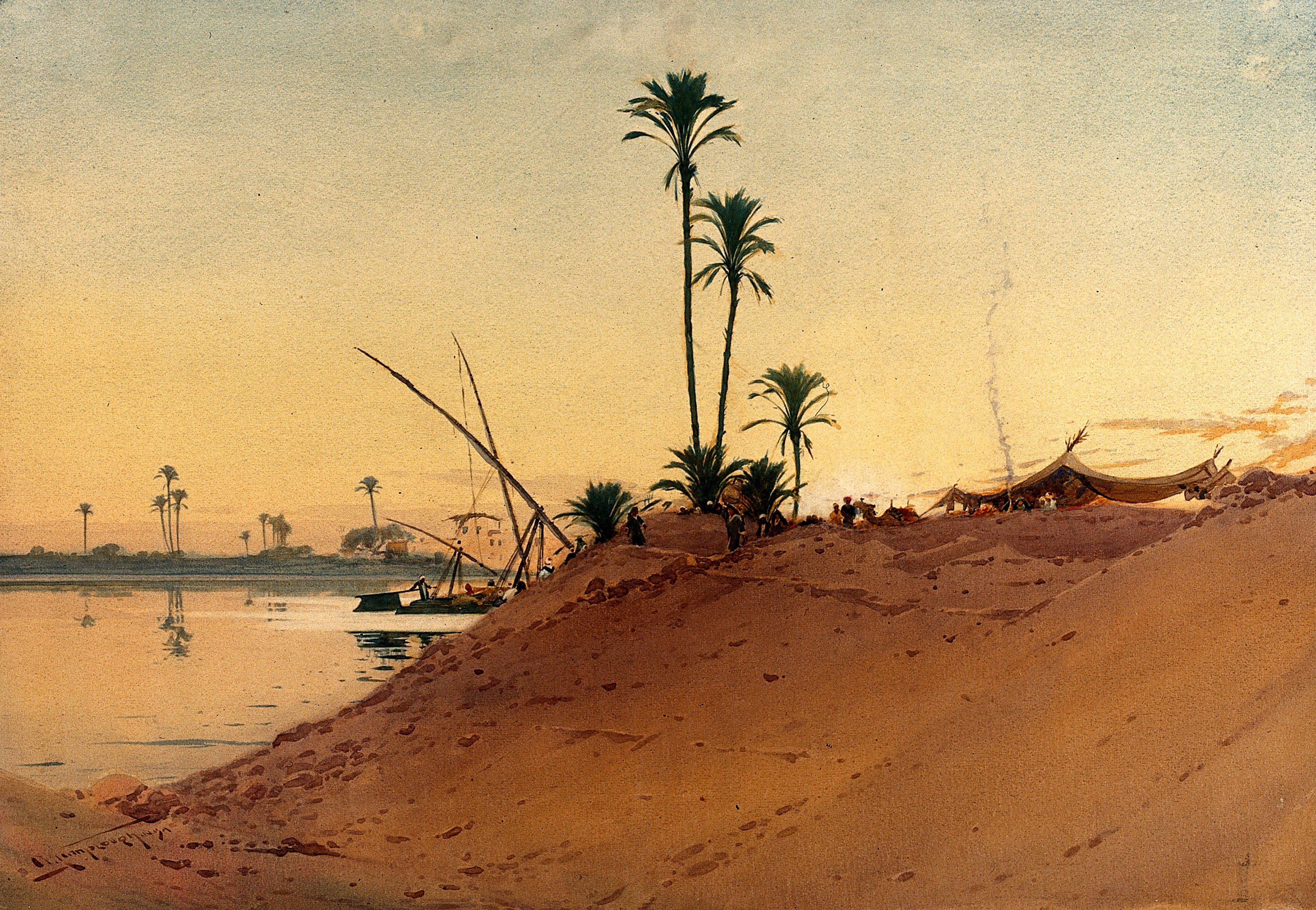
Landscape, Augustus Lamplough, date ?

## Publications
- Augustus Lamplough and R. Francis, "Cairo and its Environs", London, Sir Joseph Causton and sons, 1909, 191 p., 51 color plates after watercolors by the author
- Augustus Lamplough, "Egypt and How to See it", London, 1911
- Pierre Loti, "Egypt (La mort de Philae)", translated from the french by W. P. Baines, with eight illustrations in colour by Augustus Lamplough, New-York, Duffied and Company, 1910